# Ganger
Ganger er et dansk band bestånde af Mille Mejer Djernæs Christensen, Ninna Lundberg, Andreas Campbell, og Thomas Bach Skaarup, sidstnævnte er samtidigt bandets primære tekst- og sangskriver. 
I september 2019 udgav bandet deres debutalbum, Mørk, der fik fem ud af seks stjerner i musikmagasinet GAFFA.
Et år efter kom opfølgeren Tro, der fik seks ud af seks stjerner i GAFFA.  Pladerne er en del af en trilogi “Mørktropisk”, hvor sidste del Pisk udkom i april 2023.

## Priser
I oktober 2020 modtog bandet Talentprisen ved P3 Guld. Sangen "Olympisk" fra deres debutalbum blev kåret til den tredje bedste danske sang i 2019 af Soundvenue, og den fik Steppeulven-prisen 2020 for "årets sang", hvor også bandet fik prisen for "årets håb".
Ved Årets Steppeulv 2021 modtog Ganger tre priser: "Årets vokalist" (Ninna Lundberg, Mille Mejer Djernæs Christensen og Thomas Bach Skaarup), "Årets tekstforfatter" (Thomas Bach Skaarup) og "Årets udgivelse" (Tro).

## Diskografi
- Mørk (2019)
- Tro (2020)
- Pisk (2023)